# Henri Petri
Henri Wilhelm Petri (Zeist, 5 april 1856 – Dresden, 7 april 1914) was een Nederlands violist, muziekpedagoog, componist en arrangeur.

## Familie
Hij was zoon van musicus Wilhelm Petri en Elizabeth Blanken. Zijn vader was hoboïst in het Stedelijk Orkest van Utrecht. Zijn broers Willem Petri (1865-1950) en Martinus Wilhelm Petri waren eveneens musicus. Henri was getrouwd met sopraan Käthe Tornauer. Hun zoon Egon Petri (1881-1962) was pianist. Hun dochter Helga Petri (1890-1945), begenadigd sopraan en zangpedagoge, was getrouwd met zanger Hanns Lange; van haar zijn enkele opnamen bewaard gebleven. Henri Petri overleed aan een longontsteking.

## Levensloop
Hij kreeg vioolles binnen de familie en, na de dood van zijn vader (Henri was negen), bij de concertmeester-dirigent Herman Jacob Dahmen van dat orkest. Dahmen liet hem op twaalfjarige leeftijd al uitvoeringen geven. Van 1871 tot 1874 studeerde hij als pensionaire van koning Willem III der Nederlanden bij Joseph Joachim in Berlijn. Hij wilde vervolgens naar wens van de koning studeren bij Henri Vieuxtemps aan het Koninklijk Conservatorium in Brussel, maar Vieuxtemps bevond zich toen in Algiers; hij kreeg les van diens plaatsvervanger. Een terugkeer naar Joachim echter, betekende een eind aan de geldelijke bijdrage vanuit het koningshuis, maar door andere financiering kon hij zijn studie doorzetten tot 1876. Joachim nam hem rond 1876 mee op concertreis naar Londen waarbij onder andere in de St James's Hall en Crystal Palace speelden.
Van 1877 tot 1881 was hij concertmeester bij de Fürstliche Hofkapelle Sondershausen en van 1881 tot 1882 in Hannover. Vanaf oktober 1882 tot in 1889 was hij concertmeester van het  Gewandhausorchester in Leipzig.
In 1889 werd hij Koninklijk Saksische concertmeester (Königlich Sächsischer Konzertmeister) aan de Dresdner Hofkapelle, voorloper van het Staatskapelle Dresden. Het verblijf in Duitsland leverde hem een aantal Duitse onderscheidingen op, waaronder de Saksische Albrechtsorde. Hij werkte als violist in verschillende kamermuziekensembles. Samen met Bolland, Thümer en Klengel (later A. Schröder) vormde hij het Gewandhaus-Quartett in Leipzig. In Dresden richtte hij een eigen Petriquartett op samen met Erdmann Warwas (viool), Alfred Spitzner (altviool) en Georg Wille (cello). Er bestaat een portret van dit strijkkwartet geschilderd in 1907 door Robert Sterl. In 1893 en 1901 speelde hij in totaal vijf keer met het Concertgebouworkest onder dirigenten Willem Kes, Richard Hol en Willem Mengelberg.
Naast concertmeester werd hij ook docent (professor) aan de Hochschule für Musik Carl Maria von Weber Dresden. Tot zijn leerlingen behoorden onder anderen de dirigent Willem Mengelberg, de componist Gustav Carl Luders, de componiste Margarethe Stern,  de componiste Dora Pejačević, de componist en dirigent Arno Starck en de violisten Franz Spiess en Hendrik Prins.
Als arrangeur schreef hij een groot aantal bewerkingen voor zijn instrument, de viool. Hij schreef als componist ook eigen werken. Petri raakte bevriend met de componist Ferruccio Busoni. Die droeg hem zijn zowel zijn 2e strijkkwartet op als het vioolconcert waarvan Petri de première in 1897 verzorgde onder begeleiding van het Berliner Philharmoniker onder leiding van Busoni zelf.

## Composities

### Vocale muziek

#### Liederen
- 1884 Sechs Lieder, voor zangstem en piano, op. 4
  1. Die Waise "Sie haben mich geheissen"  - tekst: Adelbert von Chamisso
  2. Volkslied: "Hat dich ein blühendes Blümchen" - tekst: A. Träger
  3. Trost "Glücklich wer auf Gott vertraut" -  tekst: August Heinrich Hoffmann von Fallersleben
  4. Neig' schöne Knospe - tekst: Mirzə Şəfi Vazeh
  5. Die Ablösung "In Schnee und Eis in kalter Nacht" - tekst: Robert Reinick
  6. Die Quelle "Uns're Quelle kommt in Schatten" - tekst: Adelbert von Chamisso
- 1884 Lieder - Lieder aus Williram, voor zangstem en piano, op. 5 - tekst: E. Kühne
  1. Lied der Berthradis "Schlafe nur ein, mein Kind"
  2. Die Engel droben sind rein und schön
  3. Die Blume senkt das Köpfchen
  4. Ging ein munt'rer Vogelsteller
  5. Gute Nacht: "Im tiefsten Innern"
- Lieder, voor zangstem en piano, op. 6
  1. Vergissmeinnicht: "Wild bewachs'ne Felsen" - tekst: A. von Tettau
  2. Tobe! tobe mein Herz - tekst: A. von Tettau
  3. Du bist so still, so sanft, so innig - tekst: Emmanuel Geibel
  4. Wie des Mondes Abbild zittert - tekst: Heinrich Heine
  5. Das Rosenband: "Im Frühlingsschatten" - tekst: Friedrich Gottlieb Klopstock
- Wiegenlied: Guten Abend, gute Nacht (naar Johannes Brahms)

### Kamermuziek
- 1884 Sechs kleine Stücke, voor viool en piano, op. 1
- 1884 Albumblatt und Barcarole, voor viool en piano, op. 2
- 1884 Drei Fantasiestücke, voor viool en piano, op. 3
- 1900 Die hohe Schule des Violinspiels - Werke berühmter Meister des 17. u. 18. Jahrhunderts Bd. I, Nr. 1-7., voor viool en piano
- 1910 Die hohe Schule des Violinspiels nr. 1, (Nr. 1-10), voor viool en piano
- 1910 Die hohe Schule des Violinspiels nr. 2, (Nr. 11 - 20), voor viool en piano
- 18 kleine Duette, voor 2 violen
- Träumerei, voor viool en piano - opgedragen aan: Pauline Erdmannsdörfer-Eichtner

### Werken voor viool
- 1885 Künstler-Etüden, voor viool solo, op. 9